# 同安乡
同安乡，是中华人民共和国江西省宜春市宜丰县下辖的一个乡镇级行政单位。

## 行政区划
同安乡下辖以下地区：
同安集镇社区、党田村、洞山村、同安村、鹅颈村、宅里村、罗家村、东槽村和明水村。